# Xavier Girard
Xavier Girard (Saint-Martin-d'Hères, 14 de febrero de 1970) es un deportista francés que compitió en esquí en la modalidad de combinada nórdica.
Ganó una medalla de plata en el Campeonato Mundial de Esquí Nórdico de 1991, en la prueba por equipo. Participó en dos Juegos Olímpicos de Invierno, en los años 1988 y 1992, ocupando el octavo lugar en Calgary 1988, en la misma prueba.

## Palmarés internacional
| Campeonato Mundial | Campeonato Mundial     | Campeonato Mundial | Campeonato Mundial        |
| Año                | Lugar                  | Medalla            | Prueba                    |
| ------------------ | ---------------------- | ------------------ | ------------------------- |
| 1991               | Val di Fiemme (Italia) | Medalla de plata   | TN + 3 × 10 km por equipo |